# MS 1054-03

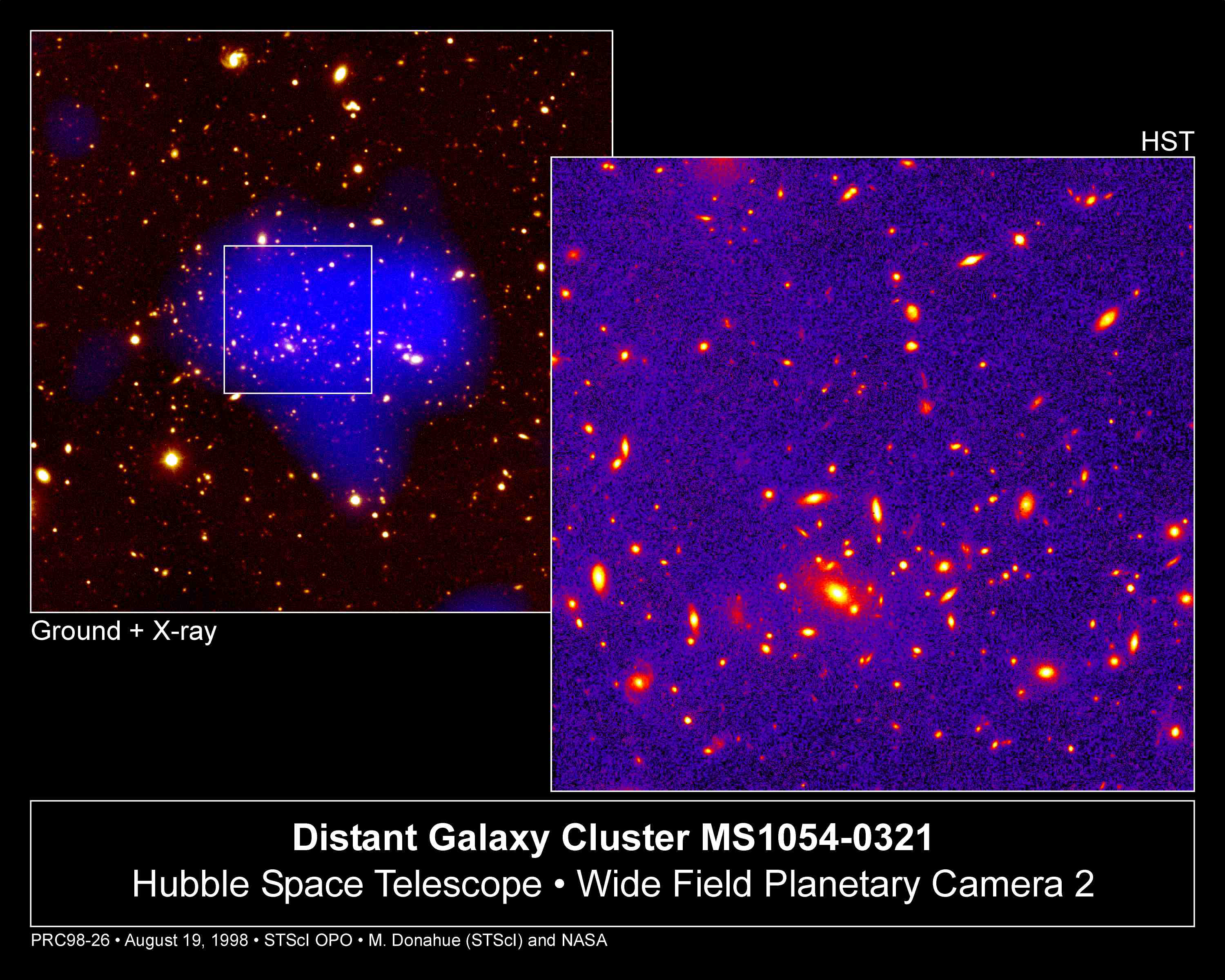
MS 1054-03 (Telescopio spaziale Hubble - Telescopio spaziale Chandra)

MS 1054-03 è un ammasso di galassie situato in direzione della costellazione del Leone alla distanza di oltre 6,7 miliardi di anni luce dalla Terra.
Nel 1999 il Telescopio spaziale Hubble ha raccolto numerose immagini di galassie appartenenti all'ammasso. In particolare sono state indagate 81 galassie, di cui 13 rappresentano quanto resta di precedenti collisioni o sono galassie in fase di collisione. Non erano mai stati osservati fenomeni di interazione e fusioni di galassie ad una frequenza così elevata.